# سرخيو إسكوديرو
سيرخيو اسكوديرو (بالإسبانية: Sergio Escudero Palomo)‏؛ مواليد 2 سبتمبر 1989 في بلد الوليـد، إسبانيا، هو لاعب كرة قدم إسباني يلعب لنادي خيتافي كمدافع. بدأ سيرجيو اسكوديرو مسيرته الرياضية عام 2007.

## روابط خارجية
- سرخيو إسكوديرو على موقع الاتحاد الأوربي (الإنجليزية)
- سرخيو إسكوديرو على موقع قاعدة بيانات كرة القدم.إي يو (الإنجليزية)
- سرخيو إسكوديرو على موقع بيانات كرة القدم. دي إي (الألمانية)
- سرخيو إسكوديرو على موقع ليكيب (الفرنسية)
- سرخيو إسكوديرو على موقع Soccerbase.com (لاعب) (الإنجليزية)
- سرخيو إسكوديرو على موقع Soccerway.com (الإنجليزية)
- سرخيو إسكوديرو على موقع عالم كرة القدم.نت (الإنجليزية)
- سرخيو إسكوديرو على موقع AS.com (الإسبانية)